# Fest der Götter
Das Fest der Götter (italienisch: Festino degli dei) ist ein Ölgemälde, das 1514 von dem italienischen Renaissancemeister Giovanni Bellini begonnen, dessen linke und mittlere Landschaft von Dosso Dossi überarbeitet und 1529 von Tizian vollendet wurde. Es stellt die Götterwelt der griechisch-römischen Mythologie beim Festmahl dar. Es ist eines der wenigen mythologischen Bilder des venezianischen Künstlers. Beauftragt wurde es von Alfonso d’Este. Heute befindet es sich in der National Gallery of Art in Washington, die es als „eines der größten Renaissance-Gemälde in den Vereinigten Staaten“ bezeichnet.
Das Gemälde ist die erste große Darstellung des Themas „Fest der Götter“ in der Kunst der Renaissance, die bis zum Ende des nördlichen Manierismus mehr als ein Jahrhundert später aktuell bleiben sollte. Es weist einige Ähnlichkeiten mit einer anderen, viel weniger anspruchsvollen Darstellung auf, die der Florentiner Künstler Bartolomeo di Giovanni in den 1490er Jahren malte und die sich heute im Louvre befindet.

## Auftrag

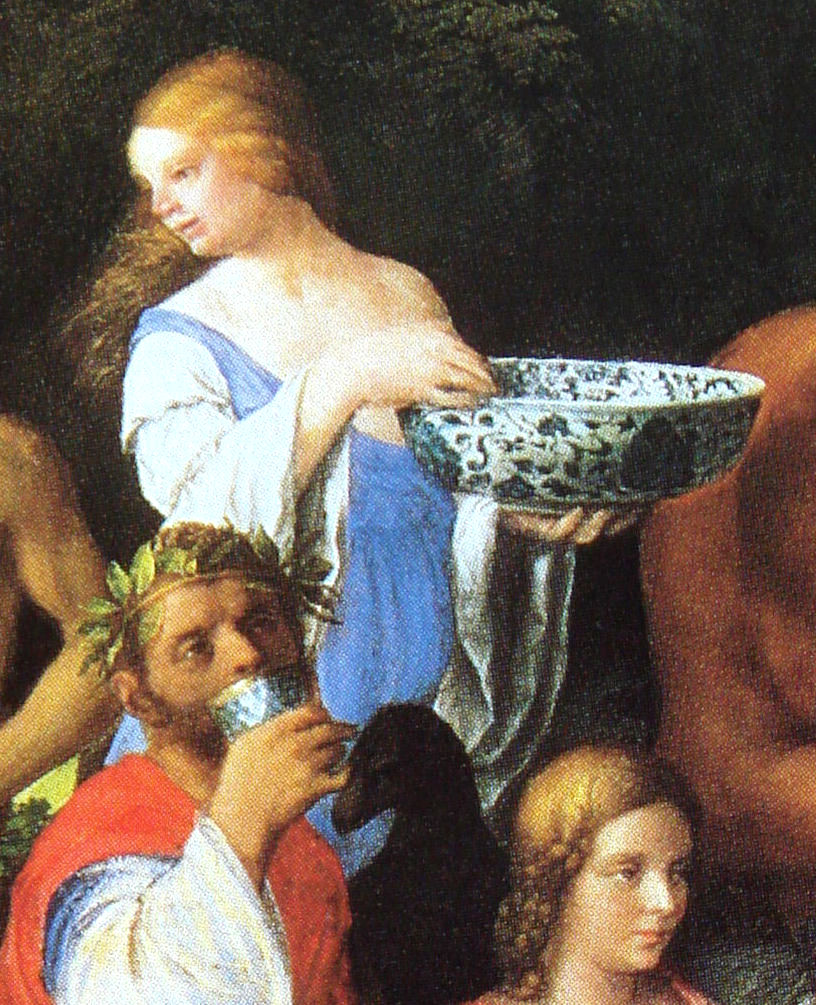
Dieses Detail zeigt die früheste bekannte Darstellung von chinesischem Porzellan in der europäischen Malerei

Das Gemälde ist durch eine Inschrift auf fiktivem Papier signiert, das unten rechts an der Holzwanne angebracht ist: „joannes bellinus venetus / p MDXIIII“ („Giovanni Bellini von Venedig, gemalt 1514“), und seine Bezahlung in diesem Jahr ist verzeichnet. Es basiert auf einer Erzählung von Ovid und ist das früheste Gemälde eines Zyklus von Gemälden mit mythologischen Themen, die für Alfonso I. d’Este, den Herzog von Ferrara, für sein camerino d'alabastro (Alabasterkabinett) im Castello Estense in Ferrara angefertigt wurden. Die Themen waren bereits 1511 von dem Renaissance-Humanisten Mario Equicola ausgewählt worden, der damals für die Schwester des Herzogs, Isabella d’Este, arbeitete. Anweisungen, die offenbar auch einige Skizzen enthielten, wurden den Künstlern zugesandt. Später wurden vier große Tizian-Gemälde in Auftrag gegeben (von denen eines heute verloren ist) und zehn kleinere Werke von Dosso Dossi, die wahrscheinlich über den Gemälden angebracht wurden. Die drei erhaltenen Tizian-Gemälde für den Raum sind „Bacchus und Ariadne“ (National Gallery, London), „Das Bacchanal der Andrianer“ und „Die Anbetung der Venus“ (beide Prado, Madrid).

## Änderungen
Es wurde vermutet, dass Bellini vor oder kurz nach 1514 eine erste Reihe von Änderungen vornahm, um das Gemälde besser mit dem lateinischen Original von Ovid in Einklang zu bringen, nachdem er zuvor von einer italienischen Version von Ovidio volgarizzato ausgegangen war, und dass Bellini zu diesem Zeitpunkt die meisten Figuren in Götter statt in Menschen aus Theben verwandelte, ihnen Attribute verlieh und den Frauen tiefere Ausschnitte verpasste. Diese Ansicht beruhte jedoch auf einem Missverständnis der frühen Röntgenaufnahmen aus dem Jahr 1956. Heute geht man davon aus, dass die Figuren ursprünglich von Bellini gemalt wurden. Bellini starb 1516, kurz nach der Fertigstellung des Gemäldes, und einige Jahre später änderten Dosso Dossi und vielleicht auch Tizian die Landschaft auf der linken Seite, um sie an sein ebenfalls in Alfonsos Camerino befindliches Bacchanal der Andrianer (1518–1523) anzupassen, indem sie den felsigen Hügel hinter den Figuren und das hellere Laub an einem Baum auf der rechten Seite hinzufügten. Eine gründlichere Überarbeitung durch Tizian um 1529 fügte mehr Landschaft hinzu und übermalte die früheren Änderungen. Die gesamte Arbeit an den Figuren stammt jedoch von Bellini. Ein Fasan in einem Baum rechts über Priapus könnte von Alfonso selbst, einem Amateurmaler, gemalt worden sein.

## Thema

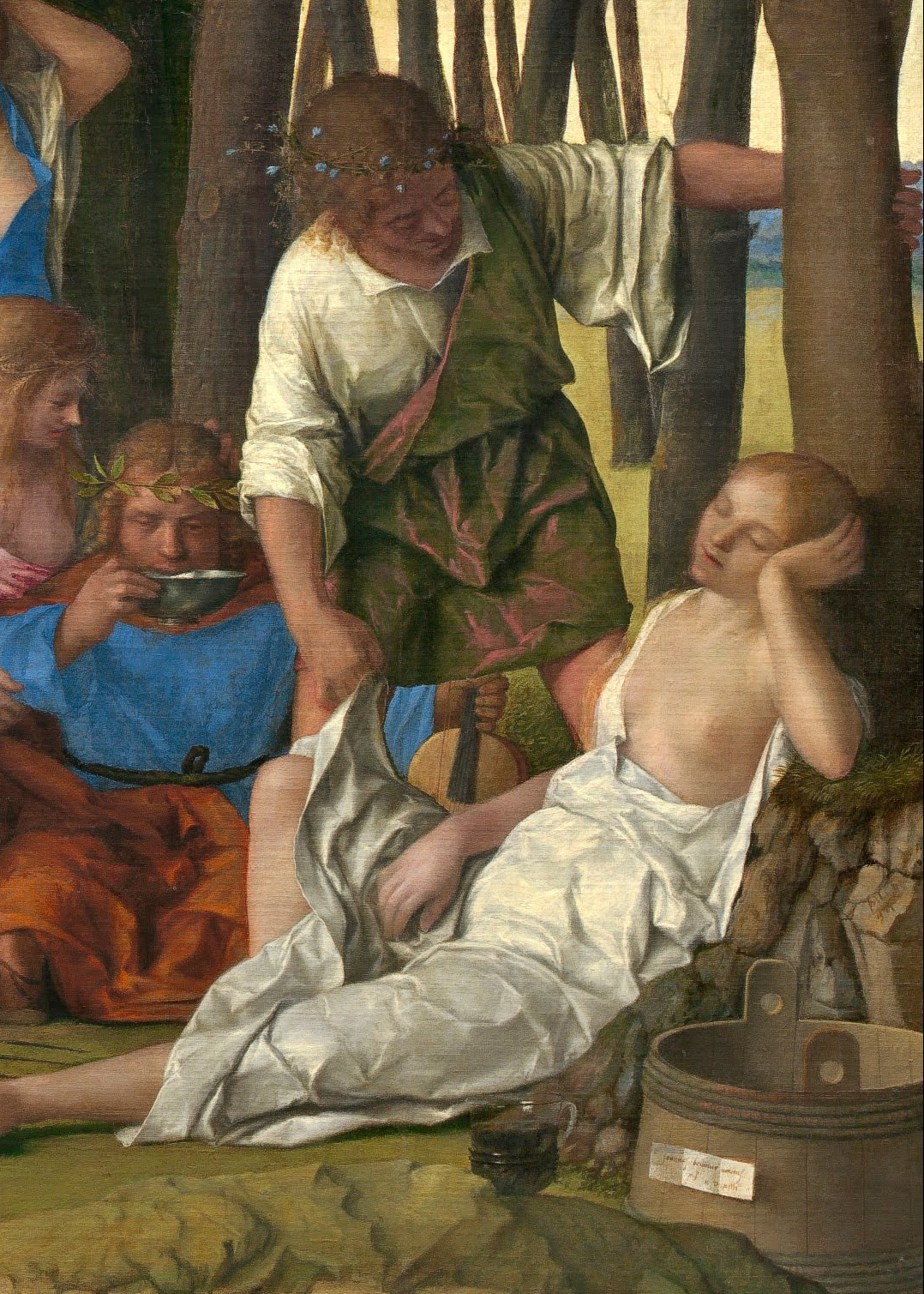
Priapus und Lotis

Das Gemälde zeigt den Vorfall der versuchten Vergewaltigung von Lotis. Sie war eine von Ovid erwähnte Nymphe, die Tochter von Neptun oder Nereus. Während eines Festes zu Ehren von Liber, an dem sie teilnahm, versuchte Priapus sie zu vergewaltigen, während sie schlief, aber sie wurde durch einen plötzlichen Schrei von Silenos Esel geweckt und rannte davon, sodass Priapus in Verlegenheit geriet, als alle anderen auch aufwachten und sich seiner Absichten bewusst wurden. Die Geschichte wird an den Rändern der Komposition in einer etwas undramatischen Weise dargestellt, die vermutlich einen Moment kurz vor dem entscheidenden Vorfall zeigt, mit Silenus und seinem Esel auf der linken Seite und Priapus und Lotis auf der rechten Seite (wobei alle außer Lotis noch hellwach sind). Das Thema wurde in der ersten illustrierten Ausgabe von Ovid in italienischer Sprache dargestellt, die 1497 in Venedig erschien. Eine andere Darstellung dieses seltenen Sujets in einem venezianischen Druck von 1510 zeigt Lotis in einer sehr ähnlichen Pose, betont aber viel stärker den erotischen Charakter der Geschichte, einschließlich des übergroßen Penis von Priapus, der hier nur angedeutet unter der Drapierung zu sehen ist.
Gewöhnlich wird angenommen, dass es sich um folgende (von links nach rechts) dargestellte Figuren handelt: einen Satyr, Silenos mit seinem Esel, sein Mündel Bacchus als Knabe, Silvanus (oder Faunus), Merkur mit Hermesstab und Helm, einen Satyr, Jupiter, eine dienende Nymphe, Kbele, Pan, Neptun, zwei stehende Nymphen, Ceres, Apollon, Priapus, Lotis. Einige der Figuren könnten Porträts von Personen am Hof von Ferrara sein, darunter Alfonso und seine Frau Lucrezia Borgia.
Eine andere Vermutung ist, dass das Paar in der Mitte, der Mann mit seiner Hand zwischen den Schenkeln der Frau, ein Brautpaar ist, wie ihre Intimität und die Quitte, die sie in der Hand hält, zeigen, eine Frucht, die für Bräute empfohlen wird, um ihren sexuellen Appetit zu steigern. Wenn er immer noch Neptun ist, wäre sie Amphitrite.

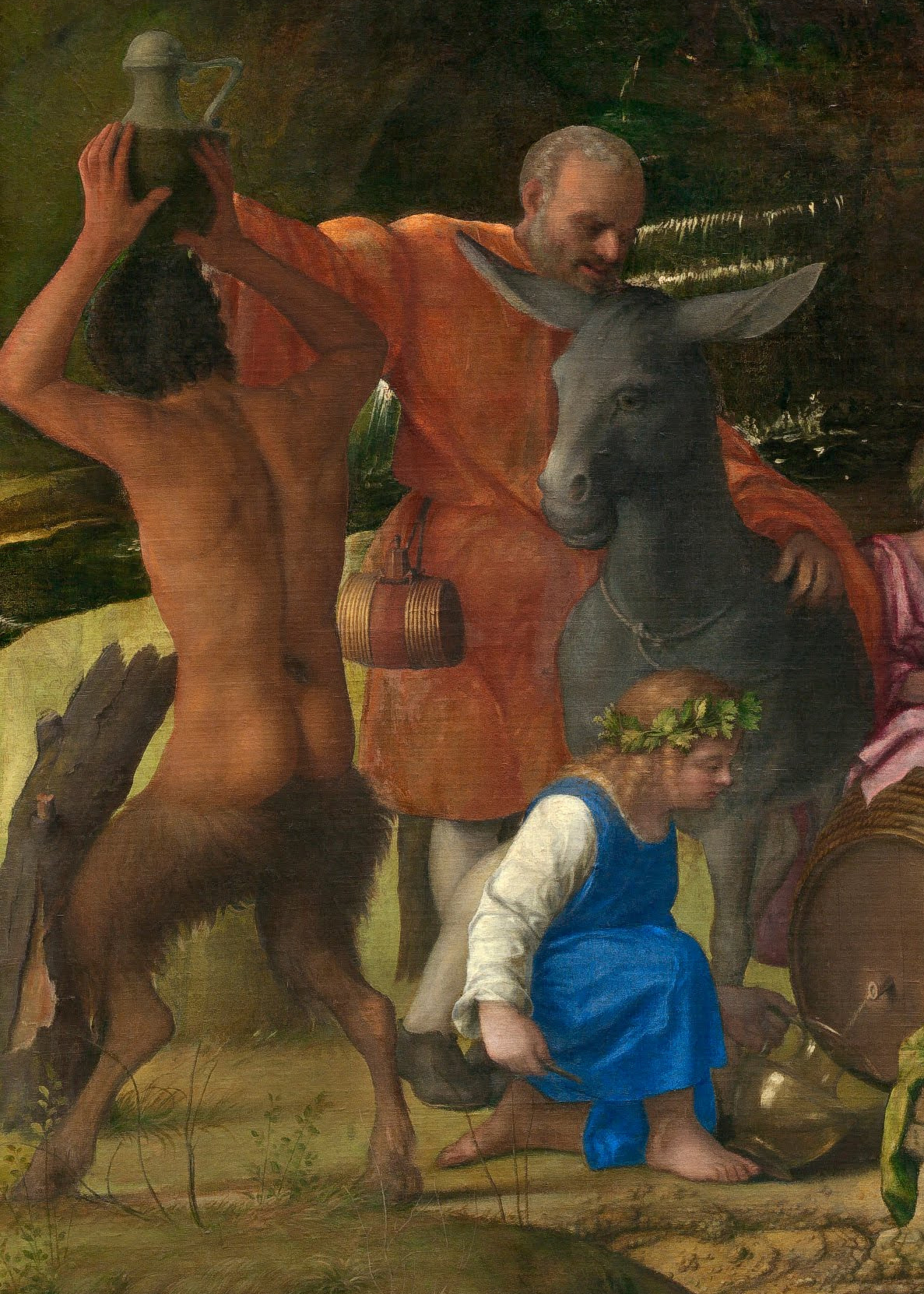
Silenus mit seinem Esel und dem Knaben Bacchus

## Auslegung
Das Werk ist untypisch für die mythologische Malerei der Renaissance, da die Hauptgötter sehr bodenständig dargestellt werden. Dies lässt sich dadurch erklären, dass die Figuren als gewöhnliche Bürger von Theben beginnen und Bellini noch keine Erfahrung mit den neuen Konventionen der mythologischen Kunst hatte. Für Bellini, der zu Beginn des Werks über 80 Jahre alt war, bedeutete das Werk eine erhebliche Abkehr von seinem üblichen Schaffen mit religiösen Szenen und Porträts. Zuvor hatte er gezögert, mythologische Geschichten zu malen, und war 1501–04 einem Auftrag von Isabella d’Este, der Schwester von Alfonso, ausgewichen (sie musste sich mit einer Geburt Christi zu einem niedrigeren Preis zufriedengeben, als sie für eine Storia geboten hatte). Vielleicht wollte er damals nicht mit seinem Schwager Andrea Mantegna konkurrieren, der sich auf klassische Themen spezialisiert hatte. Doch Mantegna war bereits 1506 gestorben.
Als erstes Werk, das für das Camerino entstand, legte Bellini viele Stilelemente für den Zyklus fest, mit denen Tizian in seinen späteren Gemälden in Einklang gebracht werden musste. Der Raum als Ganzes „stellte eine große Neuheit in der europäischen Vorstellungswelt dar“, da die Gemälde „das Bild der idealen, mythischen mediterranen Idylle, bestehend aus reizenden Menschen, die sich in einer herrlichen Landschaft vergnügen, in visueller Form festhielten“ und „Figuren aus der klassischen Mythologie als Laien darstellten, die sich mit den weltlichen Beschäftigungen der Liebe und des Krieges befassten, verkörpert durch den neuen realistischen Naturalismus, der gerade erst entwickelt worden war... Das weltliche Leben kam durch die Hintertür in die hohe Kunst als Darstellung der Geschichten der klassischen Götter, an die niemand glaubte, die aber, da sie keine echten Götter waren, in peinliche Situationen gebracht werden konnten. Die Bilder im Camerino waren vielleicht die entscheidende Etappe dieser Revolution“.

## Spätere Provenienz
Die Gemälde blieben bis 1598 in dem Raum, für den sie gemalt wurden. Dann wurden sie beschlagnahmt und von Kardinal Ippolito Aldobrandini („junior“) als päpstlicher Legat nach Rom gebracht. Die Gruppe wurde 1623 getrennt, und das Fest der Götter ging 1796–97 von der Familie Aldobrandini an die Familie Camuccini über. Das Gemälde verließ Italien 1853 in Richtung England und wurde vom 4. Herzog von Northumberland gekauft und 1916 vom 7. Herzog an den Londoner Händler Thomas Agnew and Sons verkauft. Es wurde 1922 vom Nachlass des amerikanischen Magnaten Peter A. B. Widener (gest. 1915) gekauft und kam 1942 mit dem Rest seiner Sammlung in die National Gallery of Art in Washington.

## Ausstellungen
Das Werk wurde 1856 in der British Institution in London ausgestellt (unter dem Titel The Gods feasting on the Fruits of the Earth). Seit seiner Ankunft in Washington wurde es 1990 in Venedig, 2003 in London und Madrid (wo alle vier großen Werke des Zyklus zusammen mit drei Werken von Dossi gezeigt wurden) und 2006 in Wien ausgestellt.

## Malmaterialien
Das Gemälde wurde 1985 gründlich untersucht, und im Zuge der Reinigungs- und Konservierungsarbeiten an dem Gemälde wurde eine umfassende Pigmentanalyse durchgeführt. Alle drei Maler, Bellini, Dosso und Tizian, verwendeten die in dieser Zeit verfügbaren Pigmente wie natürliches Ultramarin, Bleizinngelb, Malachit, Grünspan und Zinnober. Das Fest der Götter ist eines der wenigen Beispiele für die Verwendung von Auripigment und Realgar in der Ölmalerei der italienischen Renaissance. Die sehr detaillierte und umfangreiche wissenschaftliche Untersuchung dieses Gemäldes wurde im Internet durch WebExhibits und neuerdings auch durch ColourLex einem breiteren Publikum zugänglich gemacht.

## Einzelheiten
|  |  |  |